# Арбитражный регламент ЮНСИТРАЛ
Арбитражный регламент ЮНСИТРАЛ — регламент, принятый Комиссией ООН по праву международной торговли в 1976 г. и рекомендованный к использованию Генеральной Ассамблеей ООН 15 декабря 1976 г. Данный регламент весьма популярен при арбитраже ad hoc.
Арбитражный регламент ЮНСИТРАЛ не имеет силы закона в отдельных странах, однако многие национальные арбитражи допускают преимущественное использование сторонами данного регламента или использование его для восполнения пробелов в собственных регламентах.
В соответствии с Арбитражным регламентом ЮНСИТРАЛ арбитраж не может не состояться, даже если арбитр (компетентный орган) не может действовать, или стороны не договорились о кандидатуре арбитра (не согласовали компетентный орган). Любая сторона арбитражного процесса по истечении 60 дней бездействия арбитража по причине несогласования арбитра (компетентного органа) или невозможности их действия может просить Генерального секретаря Постоянного третейского суда в Гааге назначить компетентный орган. Если стороны не договорились о месте арбитражного разбирательства, это место определяет арбитражный суд.
Данный регламент предполагает автономность арбитражной оговорки, то есть действие положения соглашения (договора) об арбитраже в условиях, когда само соглашение (договор) может быть признано ничтожным.
Многие национальные торговые палаты и арбитражные центры выполняют роль компетентного органа по Арбитражному регламенту ЮНСИТРАЛ.
Первоначальный вариант Арбитражного регламента ЮНСИТРАЛ был принят в 1976 году и использовался для урегулирования широкого круга споров, включая споры между частными коммерческими сторонами, в разрешении которых не участвует ни одно арбитражное учреждение, споры между инвесторами и государствами, споры между государствами и коммерческие споры, рассматриваемые под эгидой арбитражных учреждений. В 2006 году Комиссия постановила, что Арбитражный регламент ЮНСИТРАЛ необходимо пересмотреть, с тем чтобы он отвечал изменениям в арбитражной практике, произошедшим за последние тридцать лет. Этот пересмотр направлен на повышение эффективности арбитража на основе Регламента и не изменяет первоначальную структуру текста, его дух или стиль изложения.
Пересмотренный вариант Арбитражного регламента ЮНСИТРАЛ вступил в силу с 15 августа 2010 года. В него входят положения, касающиеся, среди прочего, арбитражного разбирательства с участием нескольких сторон и вступления в разбирательство третьих лиц, ответственности и процедуры представления возражений в отношении экспертов, назначенных арбитражным судом. Ряд содержащихся в Регламенте инновационных элементов направлен на повышение процессуальной эффективности, в том числе пересмотренные процедуры замены арбитров, требование в отношении разумного размера издержек и механизм рассмотрения вопроса об арбитражных издержках. Сюда также относятся более подробные положения об обеспечительных мерах. Ожидается, что пересмотренный вариант Регламента будет по-прежнему содействовать развитию гармоничных международных экономических отношений.